# 40 quilates
40 quilates (en inglés 40 Carats) es una película de comedia romántica estadounidense de 1973 dirigida por Milton Katselas. Está basada en la obra de teatro homónima de 1968 de Jay Presson Allen. El guion fue escrito por Leonard Gershe (quien modificó significativamente el final). Estuvo protagonizada por Liv Ullmann junto a  Edward Albert , Gene Kelly y Binnie Barnes (en su último papel cinematográfico).
Ullman fue nominada al Globo de Oro como Mejor Actriz de Película Musical o Comedia, y el Sindicato de Guionistas de Estados Unidos nominó el guion de Gershe como Mejor Comedia Adaptada de Otro Medio.

## Sinopsis
Ann Stanley es una mujer madura que se siente atraída por el joven Peter Latham a quien dobla en edad. Decididos a disfrutar un tiempo juntos, inician un romance mientras veranean en Grecia. Cuando Ann vuelve a su hogar de Nueva York piensa que no volverá a ver al joven y que solo fue una aventura. La mujer queda atónita cuando Peter llega de visita decidido a continuar con el romance. Aunque su hermana, su hija y su ex marido apoyan la relación, Ana no está muy segura sobre planear un futuro junto a su joven amor.

## Reparto
- Liv Ullmann como Ann Stanley
- Edward Albert como Peter Latham
- Gene Kelly como Billy Boylan
- Binnie Barnes como Maud Ericson
- Deborah Raffin como Trina Stanley
- Billy Green Bush como J.D. Rogers
- Nancy Walker como Mrs. Margolin
- Don Porter como Mr. Latham
- Rosemary Murphy como Mrs. Latham
- Natalie Schafer como Mrs. Adams
- Claudia Jennings como Gabriella
- Sam Chew Jr. como Arthur Forbes

## Broadway
En Broadway , en 1968, el papel de Ann Stanley fue creado por Julie Harris , quien ganó un premio Tony por su interpretación. Las actrices June Allyson , Joan Fontaine y Zsa Zsa Gabor la sucedieron en Broadway en la obra, que tuvo 780 representaciones